# Pfarrkirche Umhausen
Koordinaten: 47° 8′ 22″ N, 10° 55′ 40,8″ O

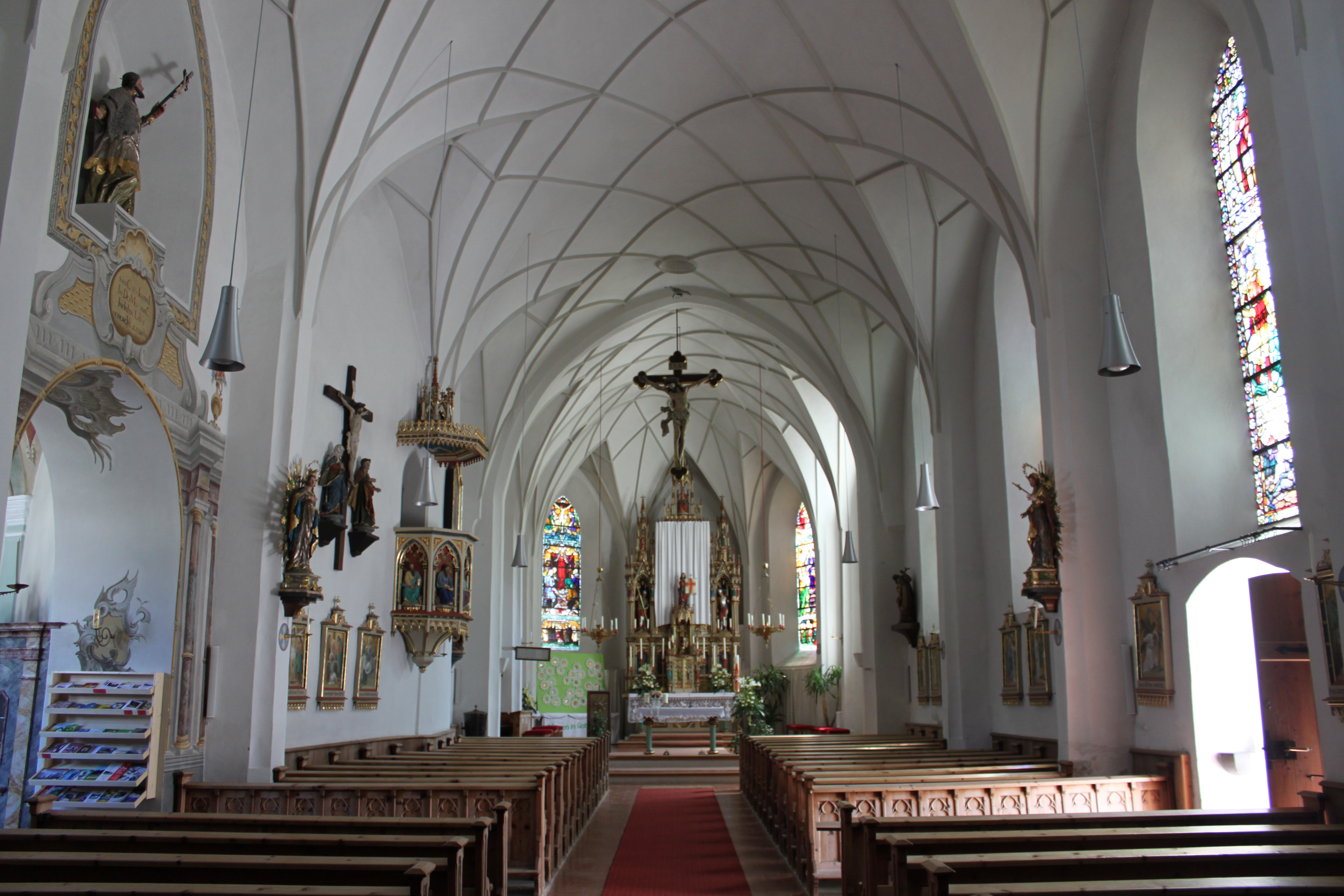
Vom Langhaus zum Chor

Die Pfarrkirche Umhausen steht im Ort Umhausen in der Gemeinde Umhausen im Ötztal im Bundesland Tirol. Die auf den heiligen Vitus geweihte römisch-katholische Pfarrkirche gehört zum Dekanat Silz in der Diözese Innsbruck. Die Kirche steht unter Denkmalschutz (Listeneintrag).

## Geschichte
Die Kirche wurde 1220 erstmals urkundlich erwähnt und somit ist sie die älteste Kirche im Ötztal. 1482 wurde sie wahrscheinlich vergrößert, da ein Ablassbrief von Bischof Georg Golser vom 26. Juni 1482 vorhanden ist. Langhaus und Turm sind aus dem 14. Jahrhundert, im Kern erhalten und wurden am Ende des 15. Jahrhunderts und im 16. Jahrhundert verändert bzw. der Chor verlängert.
Am 14. Mai 1682 erfolgte die Wiedereinweihung der auf das heutige Ausmaß vergrößerten Kirche durch Weihbischof Wilhelm Vintler. 1771 wurde die Johanneskapelle angebaut. 1837 wurden bei einer Außenrestaurierung hauptsächlich die oxidroten Eckquaderungen an den Stützpfeiler, an den Fensteröffnungen und am Turm angebracht. 1880 wurde die gesamte Kirche durch den Kurat Blasius Egger regotisiert und von den Außerfernern Malern Johann und Stefan Kärle ausgemalt; jene Malereien wurden aber 1933 wieder übermalt. Im selben Jahr reduzierte man die historische Ausstattung, indem man die Seitenaltäre entfernte und das jetzige Netzrippengewölbe aufsetzte. In den rautenförmigen Öffnungen wurden die vier Evangelisten mit vier Kirchenvätern gemalt, die aber 1953 wieder verschwanden. 1906 wurde außerdem das elektrische Licht in der Kirche installiert. Weitere Renovierungen und Restaurierungen wurden 1933, 1953, 1964/1965, von 1974 bis 1977, von 1991 bis 1999 und von 2020 bis 2022 durchgeführt. Wegen Platzmangels auf dem Friedhof rund um der Kirche wurde 1992 außerhalb ein neuer Friedhof erbaut.

## Architektur

### Kirchenäußeres
Das Langhaus und der gleich breite polygonal schießende Chor haben ungestufte Strebepfeiler. Diese und die Ecken des Kirchenbaues zeigen eine Putzquadrierung aus dem 17. Jahrhundert. Die Spitzbogenfenster zeigen barocke ornamentale Putzrahmen. Im Norden steht der etwas übereck gestellte Turm mit spitzbogigen Schallfenstern und darüber gesetzten Giebelfenstern mit einem Spitzhelm. Östlich schießt eine 1907 erbaute, zweigeschoßige Sakristei an. An der Langhausnordwand steht ein barocker polygonaler Anbau einer Kapelle. Eine kleine Vorhalle mit einem geschwungenen Giebel, der Westfront vorgestellt, trägt die Figürchen Madonna, Florian und Georg. Das gotische Westportal aus dem Anfang des 16. Jahrhunderts ist vierfach gekehlt und zeigt Astwerk und im Scheitel gekreuzte Stäbe.
Die Reste einer Wandmalerei aus dem 16. Jahrhundert an der Westwand zeigten die Marter des Stephanus und Laurentius und wurden 1977 übertüncht. An der Langhaussüdwand beim westlichen Joch ist eine Wandmalerei aus dem zweiten Viertel des 14. Jahrhunderts, freigelegt 1964/1965, mit Resten zu Christophorus mit Schulter, Kopf und Christuskind und Resten zu Kreuzigung mit Maria und Johannes mit zwei weiteren Feldern mit Schmerzensmann mit den Leidenswerkzeugen und Michael mit der Seelenwaage aus dem Ende des 14. Jahrhunderts.

### Kircheninneres
Das fünfjochige Langhaus und der zweijochige Chor mit einem Dreiachtelschluss, beide unter Stichkappentonnengewölben, zeigen stuckierte Netzgrate von 1933. Die Wandpfeiler und der rundbogige Triumphbogen sind an den Ecken gekehlt. Die Westempore war bis zum Umbau im Jahre 2009 zweigeschoßig. Jetzt hat die eingeschoßige Empore wieder ihr ursprüngliches Aussehen von früher.
Die Wandmalerei an der Langhausnordwand im zweiten Joch (um 1330, 1965/1965 freigelegt) zeigt in gerahmten Bildfeldern Margaretha, zwei weibliche Heilige, Marientod und einen Bischof. Links daneben sind als Rest eines ursprünglichen Zykluses aus dem Ende des 16. Jahrhunderts die Kreuzigung erkennbar.
Die Glasmalereien mit figuralen Darstellungen sind aus dem Jahr 1929 und 1931, gewidmet von der heimischen Bevölkerung, und wurden von der Tiroler Glasmalereianstalt gefertigt. Sie zeigen unter anderem die Weihe Tirols an das göttliche Herz Jesu, die Weihe Österreichs an das Herz Mariens und Szenen aus dem freudenreichen / schmerzhaften Rosenkranz.

### Kirchturm
Der Kirchturm hat eine Höhe von 67,5 Metern und ist mit einem Turmknopf, einem Turmkreuz und mit einem Wetterhan gekrönt.
Die letzte Turmknaufabnahme fand am 30. August 1962 durch Meister Pondorf aus Dölsach statt.

### Sakristei
Die nördlich am Kirchenschiff angebaute Sakristei wurde 1907 wegen Platzmangels neu errichtet. Die sich in der Sakristei befindenden Kästen wurden von Eduard Holzknecht gezimmert.

## Ausstattung
Hochaltar
Der 1882 nach Plänen von Josef Ignaz Schmied aus Innsbruck aufgestellte, neugotische Hochaltar trägt in der Hauptnische die Hauptgestalt hl. Vitus mit seinen Zieheltern Modestus und Crescentia und in den Außennischen den hl. Georg und den hl. Florian. Außerdem zieren weitere Schnitzfiguren den Altar. In der obersten Nische thront Gottvater. Der zweistöckige Tabernakel ziert die Szene Mariä Verkündigung und ist von zwei Engeln flankiert.
Der vorherige Hochaltar wurde 1682 aufgestellt und 1837 mit einem neuen Altarblatt versehen.
Seitenaltäre
Der nicht mehr im Kirchenraum stehende linke Seitenaltar trug eine barocke Statue Immaculata aus dem dritten Viertel des 18. Jahrhunderts.
Kanzel
Die Kanzel von 1882 zeigt Reliefs mit den vier Evangelisten und ist ein polygonaler Korb mit einem turmartigen Aufsatz.
Plastiken
Das Kruzifix mit Maria und Johannes stammt aus der Mitte des 17. Jahrhunderts.

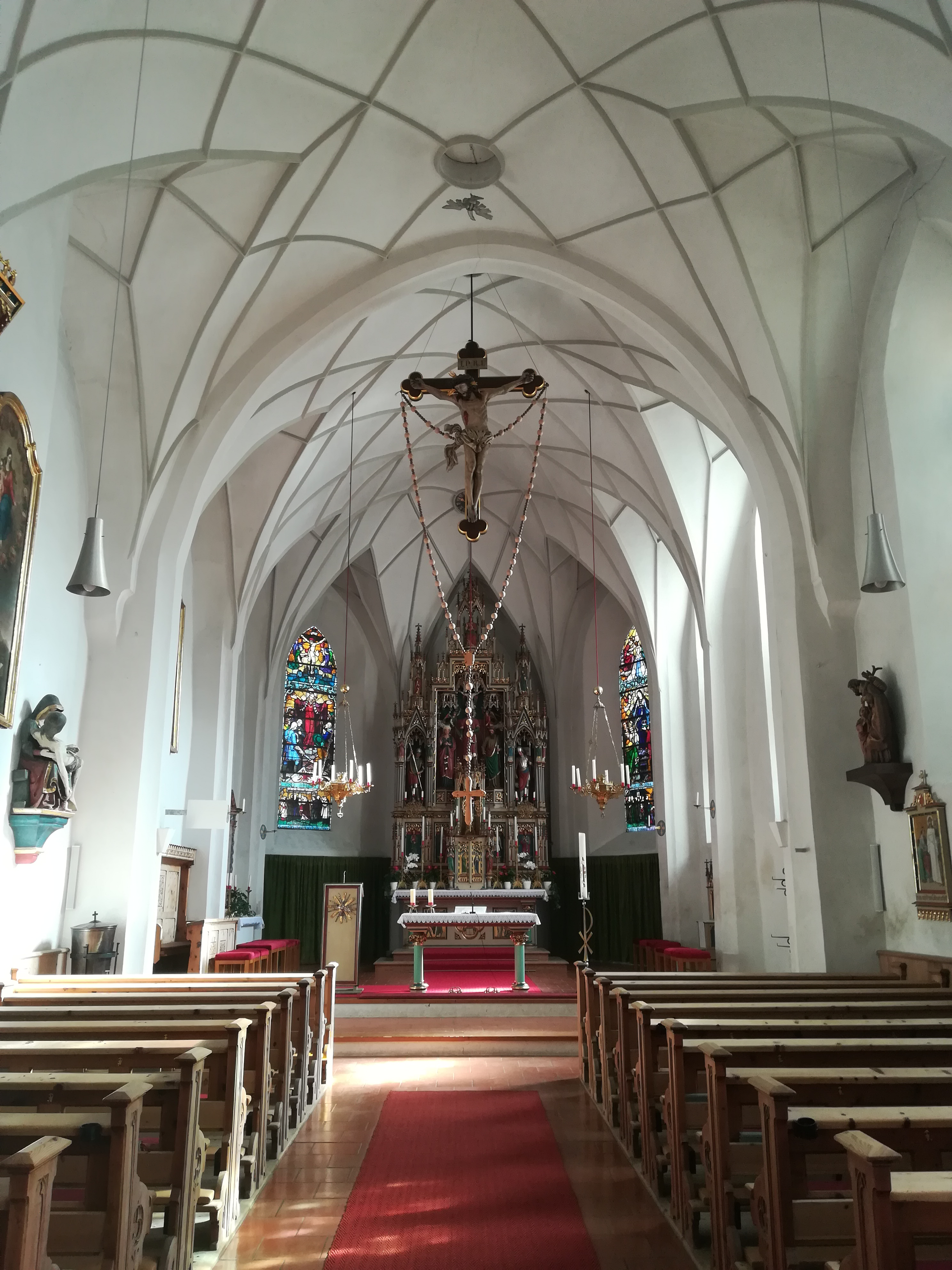
Triumphkreuz mit Rosenkranz

Das Triumphbogenkreuz entstand um 1700 und im Rosenkranzmonat Oktober hängt ein großer Rosenkranz daran.
Die Konsolfigur Schmerzhafte Maria und eine Sitzende Figur Joachim sind aus dem dritten Viertel des 18. Jahrhunderts.
Bilder
Das Bild „Heilige Familie im Gebirge“ stammt aus der ersten Hälfte des 19. Jahrhunderts. Die Kreuzwegstationen sind mit Joseph Kirchebner 1813 bezeichnet.

## Johanneskapelle
Sie wurde 1771 anlässlich einer schrecklichen Murenkatastrophe 1762 in Umhausen erbaut. Der Oktogonale Bau wurde von Umhauser Josef Keil bemalt. Das Kuppelfresko beinhaltet unter anderem das Verhör durch König Wenzl, die Beichte der Königin, die Rast auf der Wallfahrt nach Altbunzlau und den Sturz von der Brücke in die Moldau. Im Dezember 1909 wurde das elektrische Licht installiert.
Der ebenfalls 1771 errichtete Barockaltar trägt das Altarbild Johannes im Gebet versunken, davor ein Auszug einer Maria Immakulat, welche von Putti umgeben ist.
Geweiht ist sie dem hl. Johannes von Nepomuk, Patron gegen Muren und Hochwasser.
Eine Pieta, ein gotisches Taufbecken aus dem 15. Jh. und zwei Beichtstühle finden in der Kapelle auch noch Platz.

## Orgel
Die alte Orgel wurde 1889 von Josef Wohlfartstetter erbaut und fand auf der extra eingezogenen Orgelempore Platz. 1960 wurde sie von Johann Pircher aus Steinach erneuert und teilweise umgebaut. Die Orgel hatte 12 Register, 9 auf dem Manual und 3 auf dem Pedal.
Die jetzige Orgel wurde von der Firma Ferdinand Salomon aus Leobendorf (Niederösterreich) erbaut. Die 1889 eingezogene Orgelempore wurde für die neue Orgel wieder zurückgebaut. Die Schnitzereien an der Orgel wurden von Bildhauer Manfred Thurnes gefärtigt und bemalt wurde sie von Kirchenmaler Gebhard Ganglberger. Sie besteht aus Fichte, Lärche, Weißbuche, Eiche, Kirschbaum und Ebenholz. Der Blasbalg wurde aus Rindsleder gefertigt. 1053 Pfeifen klingen aufgeteilt auf 18 Register.

## Glocken
Das alte Geläute, mit Ausnahme der kleinsten Glocke (Sterbeglocke), wurde am 22. April 1942 entfernt und für Kriegszwecke eingeschmolzen.
Die vorherige dritte, vierte und fünfte Glocke wurde um 1870 von Johann Grassmayer in Wilten neugegossen.
Das Geläute besteht aus den Glocken 1–4, die Glocke 5 dient nur als Sterbeglocke.
| Glocke | Gussjahr | Gießer                      | Stimmung | Name           | Inschrift |
| ------ | -------- | --------------------------- | -------- | -------------- | --- |
| 1      | 1948     | Franz Oberascher / Salzburg | des1     | Heimkehrglocke | Glocke der Heimkehrer bin ich genannt, ihr sollt mich hören bis an Umhausens Rand. Ich tue euch Kund mit ehrernem Mund: Die, die gefallen im fremden Land, sie Ruhen in Frieden in Gottes Hand!      |
| 2      | 1951     | Franz Oberascher / Salzburg | f1       | Marienglocke   | Maria hilf der Christenheit, zeig' deine hilf' uns alle Zeit. Mit deiner Gnade bei uns bleib, bewahre uns an Seel' und Leib! Patronin voller Güte, uns alle Zeit behüte! Im hl. Jahr der Heimat 1951 |
| 3      | 1951     | Franz Oberascher / Salzburg | as1      | Johannesglocke | Heiliger Johannes Nepomuk, leuchtender Stern, halt' Wassergefahren und Muhren uns ferns! |
| 4      | 1951     | Franz Oberascher / Salzburg | b1       |                | |
| 5      | 1921     | Grassmayr / Innsbruck       | d2       | Sterbeglocke   | |

| Wochentag        | Uhrzeit             | Grund                     | Dauer   | Glocke |
| ---------------- | ------------------- | ------------------------- | ------- | ------ |
| Montag – Samstag | 07:00, 12:00, 18:00 | Angelus                   | 3 Sätze | 3      |
| Sonntag          | 07:00, 12:00, 18:00 | Angelus                   | 3 Sätze | 2      |
| Donnerstag       | nach 18:00 Angelus  | Todesangst Jesu am Ölberg | 60s     | 1      |
| Freitag          | 15:00               | Todesstunde Jesu          | 60s     | 1      |
| Samstag          | 17:00               | Feierabendläuten          | 60s     | 4-1    |

Beim Viertelstundenschlag ertönt die Glocke 3 und beim Stundenschlag die Glocke 1.
| Grund                | Uhrzeit                                                        | Dauer   | Glocke |
| -------------------- | -------------------------------------------------------------- | ------- | ------ |
| Schiedeläuten        | bei bekanntwerden eines Verstorbenen                           | 3 Sätze | 5      |
| großes Schiedeläuten | nach 12:00 Angelus, einem Tag vor der Beerdigung               | 3 Sätze | 1–4    |
| Festtag Angelus      | um 6:00, 12:00 nur an äußerst hohen und besonderen Feiertagen. | 3 Sätze | 1      |

## Pfarre
Erstmals wurde die Pfarre Umhausen urkundlich im Jahre 1288 als Kaplanei erwähnt, damals eingegliedert in die Pfarre Silz. Das Patronat über Umhausen hatte Stift Stams. Bis 1469 Längenfeld und Sölden eigenständig wurden, betreute Umhausen das hintere Ötztal.
Die erstmalige Erhebung zur Kuratie 1498 rief Unstimmigkeiten zwischen Stams und Brixen hervor, bis 1646 Umhausen deninitiv von Brixen erhoben wurde.
1891 wird Umhausen eine selbständige Pfarre durch Kaiser Josef II.
Die saubergeführten Matrixenaufzeichnungen führen weit zurück. 1594 wurde mit den Aufzeichnung der Toten, 1595 mit den Taufen und 1596 mit den Trauungen begonnen.